# Phil Walden
Pour les articles homonymes, voir Walden.
Phil Walden, né le 11 janvier 1940 et mort le 23 avril 2006 à Atlanta, cofondateur du label de rock sudiste  américain Capricorn Records avec son frère Alan Walden, a été le manager d'Otis Redding.
Il a contribué à lancer, entre autres, The Allman Brothers Band et Otis Redding. 
Phil Walden rencontre Otis Redding dans les années 1950 à Macon (Géorgie) et devient son agent en 1959. Le père de Phil Walden, désapprouvant les choix de vie de son fils et ses dépenses souvent inconsidérées, arrête de lui payer ses études à l'université Mercer de Macon. Contraint de renoncer à ses études, c'est finalement la générosité d'Otis Redding qui lui permet de les reprendre. Otis par souci d'émulation mutuelle lui a dit : "Tu te charges d'apprendre ce qu'il faut, je me concentre sur le chant".
Diplômé en 1962, il crée son agence "Phil Walden & Associates", bien qu'il n'ait aucun associé à l'époque. Après son service militaire il s'associe avec son jeune frère. Son agence devient, au milieu des années 1960, une des plus importantes agences R&B . À son apogée, en 1967, elle a sous contrat 46 des plus importants artistes souls, dont Percy Sledge, Sam & Dave et Joe Tex. Il a aussi contribué à promouvoir les groupes Charlie Daniels Band (en) et Wet Willie.
Dans les années 1980, à la suite des problèmes de dépendance à l'alcool et aux drogues de Phil, l'agence périclite. Phil Walden ressuscite son agence en 1991 à Nashville.
Il meurt d'un cancer à l'âge de 66 ans.